# M Alex O Vasilescu

## Biografie
M. Alex O. Vasilescu este o informaticiană româno-americană cunoscută pentru activitatea sa în analiza factorială tensorială și inferența cauzală în inteligența artificială.
M. Alex O. Vasilescu s-a născut în București, România într-o familie de ingineri. A copilărit în  România comunistă la București și Caransebeș și a locuit în Libia, Misurata in timpul dictaurii militare a lui Gaddafi, înainte de a se stabili în Statele Unite, unde ea și familia sa au obținut azil politic. Jurnalista și scriitoarea Silvia Cinca, fost corespondentă al postului Radio Europa Liberă la Washington, D.C., și pictorul Adrian Buba sunt respectiv, mătușa și unchiul ei. Viața sub două regimuri autoritare si tradiția familială de disidență intelectuală i-a insuflat lui Vasilescu un respect durabil pentru cercetarea critică și un imperativ moral de a contesta sistemele nedrepte, indiferent da că ele sunt politice, instituționale sau epistemice. Aceste convingeri îi fundamentează angajamentul ei față de libertatea academică.
Vasilescu a studiat la Massachusetts Institute of Technology (MIT) și la University of Toronto. La MIT, a fost mentorată de Marvin Minsky (advizorul academic), care este considerat unul din părinti inteligenței artificiale, iar teza ei a fost coordonată de Eric Grimson. La University of Toronto, a fost mentorata de Eugene Fiume și teza ei a fost coordonată de Demetri Terzopoulos. Teza ei de doctorat, „A Multilinear (Tensor) Framework for Computer Graphics, Computer Vision and Machine Learning”, prezintă un cadru unificat tensorial pentru inferența cauzală directă (forward) și inversă.
Vasilescu a ocupat poziții de cercetare la Courant Institute of Mathematical Sciences din cadrul New York University, la MIT Media Lab și a fost membru cadrului didactic la Stony Brook University și University of California, Los Angeles (UCLA). Este fondatoarea companiei Tensor Vision Technologies.

## Cercetare
Vasilescu a formulat o abordare tensorial unificată pentru inferența cauzală directă(„forward”) și inversă, adică o abordare tensorială care modelează relatiile de cauză și efect.  În acest cadru,  inferența cauzală directă(„forward”) modelează matematic mecanismele care generează date, și determină cele mai probabile rezultate datorită a unor  schimbări de cauze.  Pe când, inferența cauzală inversă („inverse”) estimează cauzele a unor date noi, folosind modelul generativ de formare ale datelor estimat în timpul inferenței cauzale directe („forward”), și constrângeri asupra setului de soluții. Problemele din  grafica și viziunea computerizată, precum generarea și înțelegerea imaginilor din și în baza factorilor cauzali, denumite adesea „forward” și „inverse imaging”, au fost considerate analoage problemelor cauzale directe ("forward") și inverse, iar acestea pot fi abordate eficient într-un cadru tensorial.
Aceasta cercetare a atras atenția presei generaliste: 
- TensorFaces (2002)[10] a introdus o abordare tensorială care construiește un model statistic al mecanismului care generează datele, și reprezintă în mod explicit factorii cauzali. De exemplu, imaginile în care apar fețele oamenilor sunt efectul câtorva factori cauzali, precum identitatea, expresia, poziția capului și iluminarea. Analiza factorială tensorială separă (disentangles) factorii de cauză și reduce dimensionalitatea și efectul acelora care împiedică recunoașterea, precum iluminatia, care creaza umbre proiectate ce pot ascunde trăsături faciale.[5][7][14]
- Lucrarea Human Motion Signatures / Semnături ale Mișcărilor Umane (2002,2001)[15][16] a dezvoltat o fundatie matematica bazată pe tensori pentru experimentul realizat de  Gunnar Johansson din 1960, în care persoane și activități erau recunoscute pe baza mișcărilor unor markeri reflectorizanți plasați la articulații.[17][18]
- TensorTextures [2004][19] a introdus în graphica computerizată abordarea tensorială care creează imagini contrafactuale pentru scene cu geometrii noi, care sunt absente din datele originale de antrenament. Această abordare permite redarea realistă a texturilor și scenelor în condiții variabile, într-un mod eficient adecvat pentru  aplicațiilor online.[20][21]

TensorFaces a stabilit un cadru computațional tensorial pentru modelarea de interacți cauzale și reprezentarea factorilor cauzali din date de înaltă dimensiune. Algoritmul M-mode SVD, o metodă simplă și potrivită pentru calcul paralel este algoritmul cel mai utilizat pentru extragerea informațiilor relevante din array-uri multi-mod și este înrudit cu modelul  Tucker și HOSVD, care sunt algoritmi secvențiali care utilizează, respectiv, gradient descent și metoda puterii. 
Multilinear (Tensor) Independent Component Analysis(2005,2004) care a propus metode pentru inferența cauzala directă (forward) și inversă, a influențat semnificativ ("significatly influenced") direcția de cercetare în învățarea profundă neuronală, așa cum este menționat în articolul "Disentangling factors of variation via generative entangling", 2012 publicat de echipa condusă de Yoshua Bengio. 
Yoshua Bengio and Aaron Courville au menționat, din nou, legătura conceptuală dintre  arhitecturile de deep learning și factorizarea tensorială/multilineară in cartea denumită "Handbook on Neural Information Processing.
Vasilescu, in Causal Deep Learning, a făcut explicită această relație. Yoshua Bengio, laureat al  premiului Turing, cât și Geoffrey Hinton, laureat al  Premiului Nobel
au favorizat abordări nesupravegheate, adecvate pentru analiza factorială exploratorie.  
Vasilescu a favorizat o abordare supravegheată, care este adecvată pentru analiza factorială explanatorie, și a inferenței cauzale care este aliniată cu definiția cauzalității propusă de Donald Rubin, conform căreia „A cauzează B” înseamnă „efectul lui A este B”, o cantitate măsurabilă și verificabilă.
Modele de cauzalitate permite agenților inteligenți să dezvolte modele de lume, care le permite să înțeleagă, să interacționeze și să navigheze în mediul lor. Astfel,  continuând dezvoltarea viziunii lui Marvin Minsky asupra unei inteligențe artificiale agentice. Vasilescu s-a opus techno-misticismului anilor 2020 și a pledat pentru o definiție a inteligenței artificiale generale care să fie riguroasă, imparțială și ancorată în realitate, nu în gândire magică.

## Lucrări selectate
- "Multilinear Analysis of Image Ensembles: TensorFaces," M. A. O. Vasilescu, D. Terzopoulos, Proc. 7th European Confeence on Computer Vision (ECCV'02), Copenhagen, Denmark, May, 2002, in Computer Vision -- ECCV 2002, Lecture Notes in Computer Science, Vol. 2350, A. Heyden et al. (Eds.), Springer-Verlag, Berlin, 2002, 447-460.
- "Human Motion Signatures: Analysis, Synthesis, Recognition," M. A. O. Vasilescu Proceedings of International Conference on Pattern Recognition (ICPR 2002), Vol. 3, Quebec City, Canada, Aug, 2002, 456-460.
- "TensorTextures: Multilinear Image-Based Rendering", M. A. O. Vasilescu and D. Terzopoulos, Proc. ACM SIGGRAPH 2004 Conference Los Angeles, CA, August, 2004, in Computer Graphics Proceedings, Annual Conference Series, 2004, 336-342.
- "Multilinear Independent Components Analysis", M. A. O. Vasilescu and D. Terzopoulos, Proc. Computer Vision and Pattern Recognition Conf. (CVPR '05), San Diego, CA, June 2005, vol.1, 547-553.
- "A Multilinear (Tensor) Algebraic Framework for Computer Graphics, Computer Vision, and Machine Learning", M.A.O. Vasilescu, Ph.D. dissertation , University of Toronto, 2009.
- "Multilinear Projection for Face Recognition via Canonical Decomposition ", M.A.O. Vasilescu, In Proc. Face and Gesture Conf. (FG 2011), 476-483.
- "CausalX: Causal eXplanations and Block Multilinear Factor Analysis", M.A.O. Vasilescu, E. Kim, X. S. Zeng In the Proceedings of the 2020 25th International Conference on Pattern Recognition (ICPR 2020), Milan, Italy, January 2021, 10736-10743.
- "Causal Deep Learning", M.A.O. Vasilescu, In: Antonacopoulos, A., Chaudhuri, S., Chellappa, R., Liu, CL., Bhattacharya, S., Pal, U. (eds) Pattern Recognition. ICPR 2024. Lecture Notes in Computer Science, vol 15309. Springer, Cham., 11 December 2024.